# Tmesipteris
Genre
Le genre Tmesipteris regroupe une petite dizaine d'espèces. Ce sont des plantes tropicales originaires de l'ouest du Pacifique Sud incluant la Nouvelle-Calédonie, l'Australie et la Nouvelle-Zélande.

## Caractéristiques
Le genre Tmesipteris est caractérisé par des tiges simples.
Le sommet de la tige est presque toujours terminé par une écaille.
Les tiges portent des sporanges sur de courtes ramifications, bilobés et biloculaires.
Le prothalle, plus ou moins cylindrique, reste caché à l'intérieur du sol. Les anthéridies se trouvent à la surface, les archégones sont plus enfoncés. Les anthérozoïdes sont ciliés.

## Liste des espèces
Selon Catalogue of Life (19 avril 2017) :
- Tmesipteris elongata Dangeard
- Tmesipteris gracilis Chinnock
- Tmesipteris horomaka Perrie, Brownsey & Lovis
- Tmesipteris lanceolata Dangeard
- Tmesipteris norfolkensis P.S.Green
- Tmesipteris obliqua R.J.Chinnock
- Tmesipteris oblongifolia A.F.Braithw.
- Tmesipteris ovata Wakef.
- Tmesipteris parva Wakef.
- Tmesipteris sigmatifolia Chinnock
- Tmesipteris solomonensis Braithwaite
- Tmesipteris tannensis (Spreng.) Bernh.
- Tmesipteris truncata (R. Br.) Desv.
- Tmesipteris vanuatensis A.F. Braithw.
- Tmesipteris vieillardii Dangeard

## Référence
K. Boedyn. Les plantes du Monde - Tome III - Hachette - 1966 - p. 352.
1. ↑  {en} Site de l'université de Berkeley http://www.ucmp.berkeley.edu/plants/pterophyta/psilotales.html
2. ↑  Catalogue of Life Checklist, consulté le 19 avril 2017.